# Beaver County (Pennsylvania)
Das Beaver County ist ein County im US-Bundesstaat Pennsylvania. Das U.S. Census Bureau hat bei der Volkszählung 2020 eine Einwohnerzahl von 168.215 ermittelt. Der Verwaltungssitz (County Seat) ist Beaver. „Beaver“ ist der englische Name für den Biber.
Das Beaver County ist Bestandteil der Metropolregion um die Stadt Pittsburgh.

## Geographie

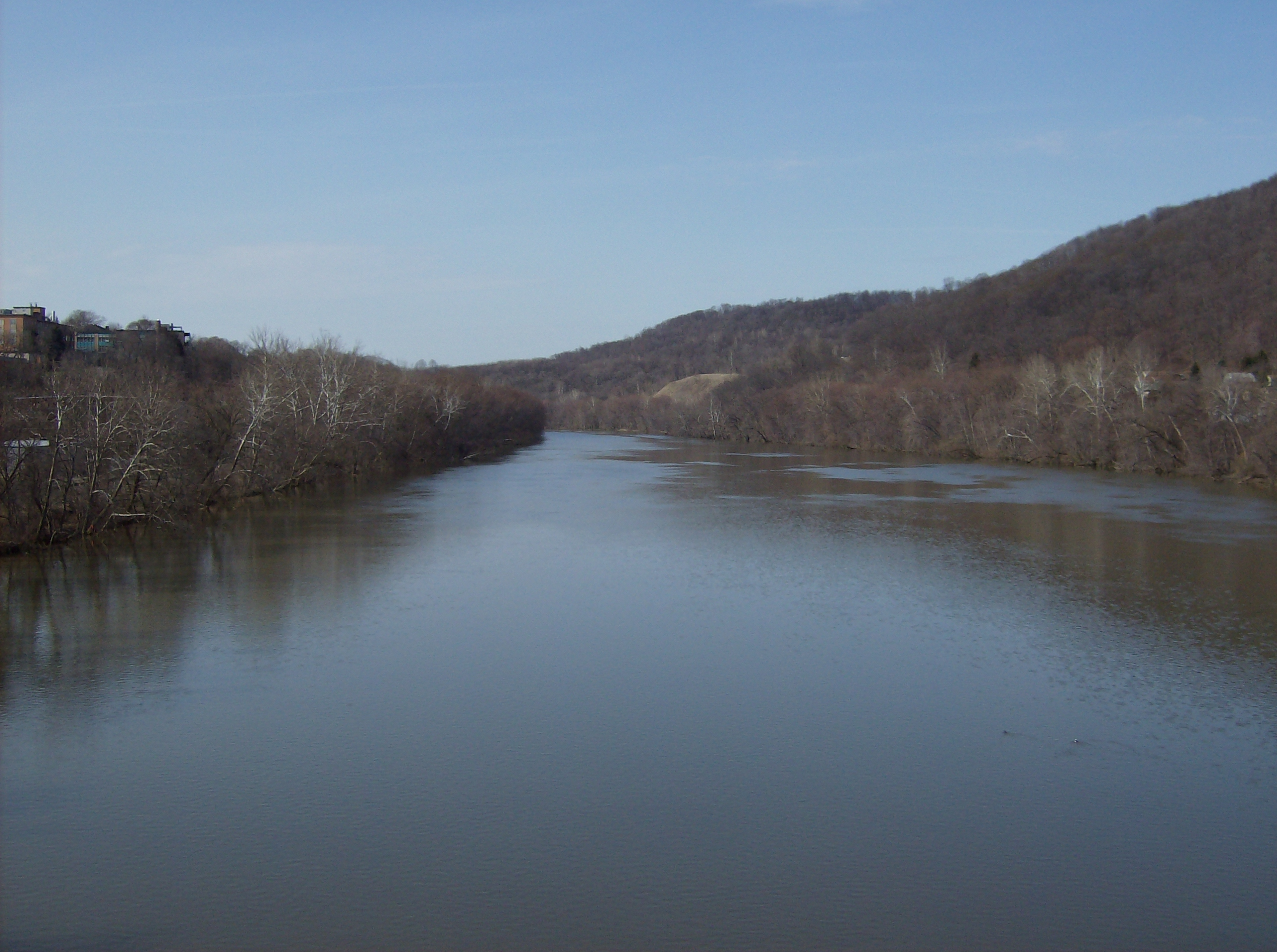
Beaver River

Das County liegt im Südwesten von Pennsylvania und wird vom Beaver River in südlicher Richtung durchflossen, bevor dieser im Zentrum des Countys in den Ohio River mündet.
Das Beaver County, das im Westen an die Bundesstaaten West Virginia und Ohio grenzt, hat eine Fläche von 1150 Quadratkilometern, wovon 25 Quadratkilometer Wasserfläche sind.
An das Beaver County grenzen folgende Countys:
| Columbiana County (Ohio)       | Lawrence County                                                      |                  |
|                                | Kompasskarte/Windrose mit deutschen Bezeichnungen der Windrichtungen | Butler County    |
| Hancock County (West Virginia) | Washington County                                                    | Allegheny County |

## Geschichte
Das County wurde am 12. März 1800 aus ehemaligen Teilen des Allegheny und des Washington County gebildet. Benannt wurde es nach dem Beaver River.
Drei Orte im County haben den Status einer National Historic Landmark, das Museumsdorf Old Economy, das Matthew S. Quay House und der Beginning Point of the U.S. Public Land Survey. 19 Bauwerke und Stätten des Countys sind im National Register of Historic Places (NRHP) eingetragen (Stand 20. Juli 2018).

## Demografische Daten
Nach der Volkszählung im Jahr 2010 lebten im Beaver County 170.539 Menschen in 71.632 Haushalten. Die Bevölkerungsdichte betrug 151,6 Einwohner pro Quadratkilometer.
Ethnisch betrachtet setzte sich die Bevölkerung zusammen aus 91,2 Prozent Weißen, 6,3 Prozent Afroamerikanern, 0,1 Prozent amerikanischen Ureinwohnern, 0,4 Prozent Asiaten sowie aus anderen ethnischen Gruppen; 1,7 Prozent stammten von zwei oder mehr Ethnien ab. Unabhängig von der ethnischen Zugehörigkeit waren 1,2 Prozent der Bevölkerung spanischer oder lateinamerikanischer Abstammung.
In den 71.632 Haushalten lebten statistisch je 2,36 Personen.
20,5 Prozent der Bevölkerung waren unter 18 Jahre alt, 60,9 Prozent waren zwischen 18 und 64 und 18,6 Prozent waren 65 Jahre oder älter. 51,8 Prozent der Bevölkerung war weiblich.

Das jährliche Durchschnittseinkommen eines Haushalts lag bei 44.557 USD. Das Prokopfeinkommen betrug 23.681 USD. 11,5 Prozent der Einwohner lebten unterhalb der Armutsgrenze.

## Gemeinden

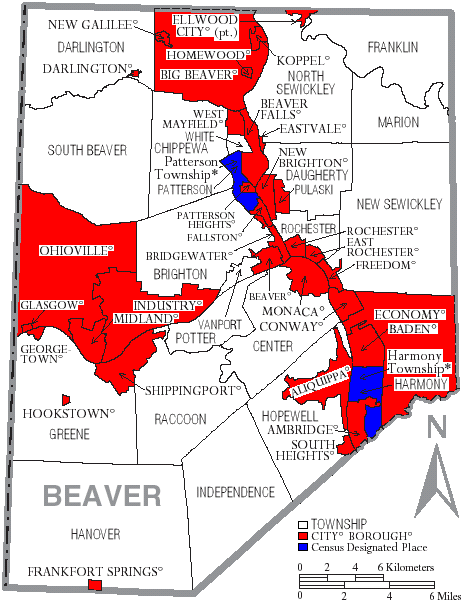
Karte des Beaver Countys

### Städte (city)
- Aliquippa
- Beaver Falls

### Boroughs
- Ambridge
- Baden
- Beaver
- Big Beaver
- Bridgewater
- Conway
- Darlington
- East Rochester
- Eastvale
- Economy
- Ellwood City
- Fallston
- Frankfort Springs
- Freedom
- Georgetown
- Glasgow
- Homewood
- Hookstown
- Industry
- Koppel
- Midland
- Monaca
- New Brighton
- New Galilee
- Ohioville
- Patterson Heights
- Rochester
- Shippingport
- South Heights
- West Mayfield

### Townships
- Brighton Township
- Center Township
- Chippewa Township
- Darlington Township
- Daugherty Township
- Franklin Township
- Greene Township
- Hanover Township
- Harmony Township *
- Hopewell Township
- Independence Township
- Marion Township
- New Sewickley Township
- North Sewickley Township
- Patterson Township *
- Potter Township
- Pulaski Township
- Raccoon Township
- Rochester Township
- South Beaver Township
- Vanport Township
- White Township